# Лиссабонская кровавая ночь (1921)
Лиссабонская кровавая ночь (порт. a noite sangrenta — кровавая ночь) — свержение португальского правительства Антониу Жоакима Гранжу в результате военного переворота, с последующим убийством некоторых политических деятелей. Кровавая ночь в Лиссабоне считается низшей точкой политического развития Первой республики в Португалии.

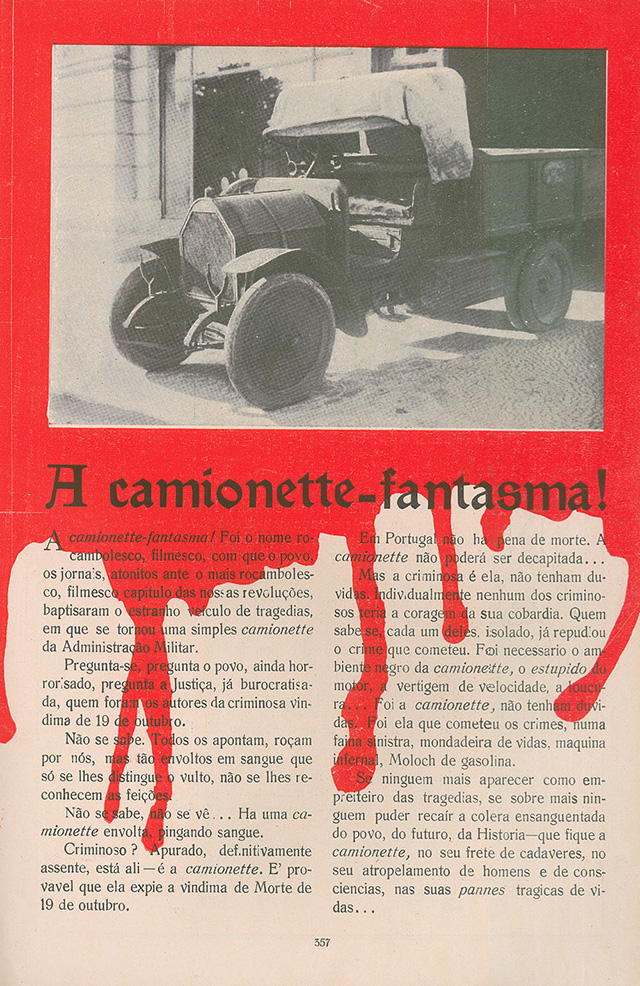
Статья и фотография о «грузовике-призраке», участвовавшем в Кровавой ночи, «Португальская иллюстрация» (1921 г.)

В годы Первой Португальской республики борьба за власть в республиканском лагере становилась все более ожесточенной. Только в 1920 году сменилось девять правительств. Антониу Жоаким Гранжу стал премьер-министром после того, как 10 июля 1921 года выборы в законодательные органы Португалии дали его партии (Республиканская либеральная партия) большинство. Впервые после революции 5 октября 1910 года не выиграла выборы Демократическая партия. Сразу после этого республиканские радикалы, в том числе Национальная республиканская гвардия, начали заговор против нового правительства. Причиной стали планы премьер-министра Гранжу привлечь к ответственности за коррупцию одного из своих предшественников, Либерато Пинту, пользовавшегося поддержкой национальной гвардии.
Утром 19 октября 1921 года войска Республиканской национальной гвардии и военно-морских сил свергли правительство Гранжу, но президент Антониу Жозе ди Алмейда сопротивлялся назначению правительства мятежников. Ночью в результате беспорядков, организованных Абелем Олимпио, разъезжавшем по Лиссабону на «грузовике-призраке», пять человек, в том числе и ушедший в отставку премьер-министр Гранжу, были убиты, а один серьёзно ранен. Предыстория убийства премьер-министра до сих пор четко не выяснена.
Помимо премьер-министра Антониу Жоакима Гранжу, в кровавую ночь также погиб Антониу Мария де Азеведу Мачаду Сантуш, который сыграл видную роль в революции 5 октября 1910 года, которая привела к свержению монархии в Португалии, и поэтому его почитали как «основателя республики».
Той же ночью президент республики Антониу Жозе ди Алмейда, узнав об убийствах и опасаясь за свою жизнь, назначил премьер-министром Мануэла Марию Коэлью, руководителя заговора и мятежа.